# جاده ئی۲۷۱ اروپا
جاده ئی۲۷۱ اروپا (به انگلیسی: European route E271) یکی از جاده‌های درجه ۲ قاره اروپا است.
این جاده که در کشور بلاروس قرار دارد از شهر مینسک شروع شده و در شهر گومل به پایان می‌رسد.